# Premagovce
Premagovce este o localitate din comuna Krško, Slovenia, cu o populație de 24 de locuitori.